# Nemertellin
Nemertellin ist ein aus vier Pyridinringen aufgebautes Alkaloid (ein Quateraryl), das in Schnurwürmern vorkommt.

## Vorkommen

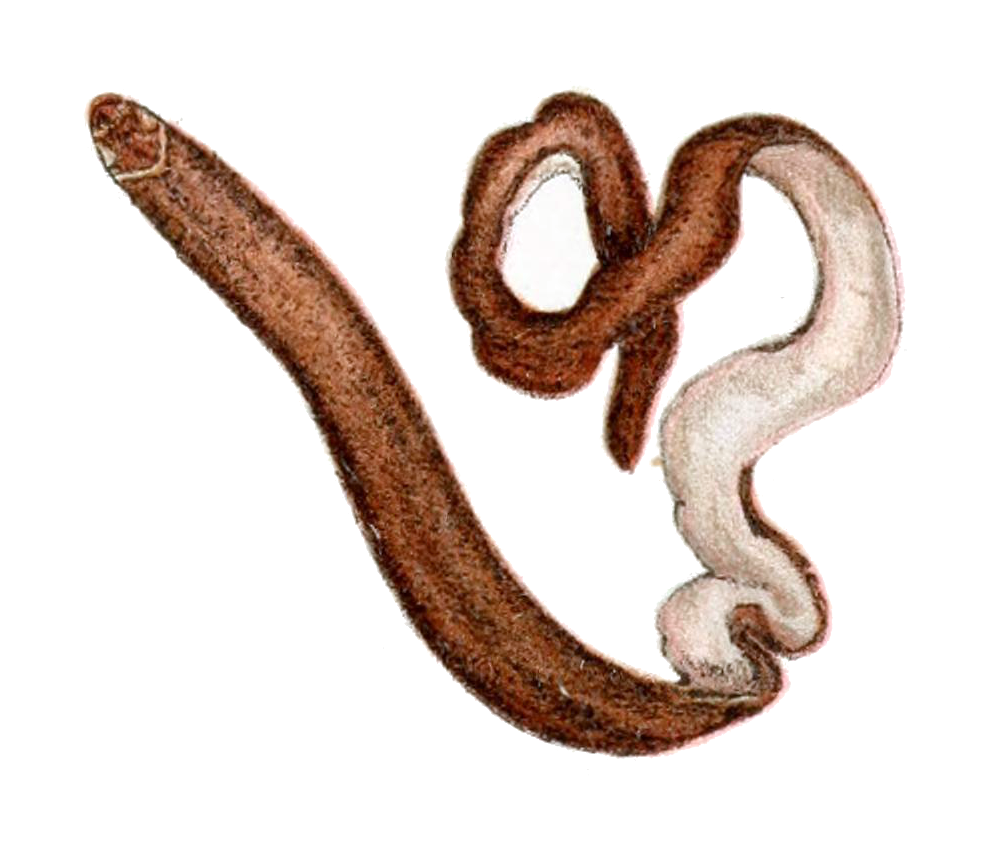
Zeichnung eines Amphiporus angulatus

Pyridin-Alkaloide sind in Schnurwürmern der Ordnung Hoplonemertea weitverbreitet, die genaue Natur der Verbindungen unterscheidet sich aber zwischen verschiedenen Gattungen und Arten. In einer umfangreichen Untersuchung an verschiedenen Vertretern der Ordnung wurde Nemertellin nur in der Art Amphiporus angulatus gefunden, wo es zusammen mit 2,3'-Bipyridin auftritt. Bei der ursprünglichen Entdeckung der Verbindung 1976 wurde eine Struktur vorgeschlagen, die sich später als falsch herausgestellt hat. Der Fehler wurde beim Versuch einer Totalsynthese 1995 entdeckt. Die korrekte Struktur unterscheidet sich von der ursprünglichen durch die Ausrichtung des 2,4-verknüpften Pyridin-Rings. In der ursprünglichen Struktur wies dieser ebenfalls eine 2,4-Vernüpfung auf, war jedoch gedreht, sodass das Stickstoffatom neben der Bindung zum zweiten nicht-terminalen Pyridinring lag.

## Herstellung
Verschiedene Totalsynthesen des Nemertellins sind bekannt. Eine konvergente und effiziente Synthese basiert auf mehreren Suzuki-Kupplungen. Dabei dient jeweils Tetrakis(triphenylphosphin)palladium(0) als Katalysator und 1,4-Dioxan als Lösungsmittel. Zunächst wird 4-Brom-2-chlorpyridin mit einer Chlorpyridinboronsäure umgesetzt, um ein dichloriertes Derivat des 3,4'-Bipyridins zu erhalten. Alternativ kann dieses Intermediat aus 2-Chlor-3-iodpyridin hergestellt werden, indem ein anderes Isomer der Chlorpyridinboronsäure verwendet wird. Die Kupplung findet bevorzugt am Brom- bzw. Iodatom statt, sodass die Reaktion selektiv ist. Die beiden anderen Pyridinringe können durch Umsetzung mit Pyridin-3-boronsäure im gleichen Schritt eingeführt werden, unter Bedingungen, die zur ersten Kupplung analog sind.